# Tell Me Why (videojuego)
Tell Me Why es un juego de aventuras desarrollado por Dontnod Entertainment y publicado por Xbox Game Studios. El videojuego fue lanzado en tres capítulos de forma exclusiva para Microsoft Windows y Xbox One, entre octubre y noviembre de 2020. Está incluido en el servicio de Xbox Game Pass.

## Jugabilidad
En el juego, el jugador revisita partes de una casa antigua con los gemelos Ronan, y experimenta visiones y memorias de lo que ha transcurrido, con versiones distintas del pasado para cada gemelo. El jugador hará decisiones para el par basado en qué versión es más creíble o cercana a la realidad, y afectará en la progresión del juego. El juego también presenta una exploración de la cultura Tlingit.

## Sinopsis
En 2005, en el pueblo alasqueño de Delos Crossing, los gemelos Alyson y Tyler Ronan son puestos a custodia policial después de la muerte de su madre, Mary-Ann. Tyler confiesa el asesinato de su madre en defensa propia. Tyler es enviado al centro de detención juvenil Fireweed, mientras que Alyson es adoptada por el jefe de policía local Eddy Brown.
Diez años después, el adulto Tyler (August Aiden Black) - regresa a Delos Crossing y se reúne con Alyson (Erica Lindbeck). Los gemelos planean vender su casa de la niñez para continuar con sus vidas, y Alyson puede mudarse a Juneau con su amigo Michael. La casa está en mal estado a pesar de los esfuerzos del albañil local Sam, quien era cercano con Mary-Ann y pasó a ser un alcohólico desde su muerte. 
Durante la limpieza de la casa, ambos gemelos encuentran una prueba de resquebraja la idea que ellos tenían sobre la muerte de Mary-Ann. Entonces juntos tendrán que investigar y saber en realidad qué pasó hace 10 años y conocer las verdaderas razones por las cuales ocurrió la tragedia que destruyó a su familia.

## Historia

### Capítulo 1
El 3 de abril del 2005 el departamento de policía de Delos Crossing es alarmado por una llamada alarmante, Mary-Ann Ronan ha fallecido y presuntamente su hijo Tyler Ronan la mató en defensa propia. Ante el siniestro, es llevado a cumplir sentencia al centro de detención Fireweed por 10 años, mientras que su hermana gemela Alyson Ronan es adoptada por el jefe de la policía y amigo de la familia.
Han pasado diez años y Alyson decide pasar por Tyler para regresar a Delos Crossing, con la intención de hacer entre los dos arreglos a la casa para venderla y ambos decidir seguir con sus vidas. El plan de vida de Alyson es irse a Juneau, mientras que Tyler, con título de ciencias de la vida silvestre decide trabajar como guardabosques. Debido a que el camino por carretera es muy largo y peligroso, se deciden tomar la ruta por ferry hacia Delos Crossing. Ahí Alyson le entrega a Tyler un regalo de parte de Eddy Brown, jefe de la policía y padre adoptivo de ella, como una muestra de paz y una invitación a la familia de que él y Alyson han formado posterior a la muerte de Mary-Ann; dependiendo de la elección que tomes podrá fortalecer o romper el vínculo entre hermanos.
Llegan a la cabaña, dándose cuenta de que las cerraduras de la puerta principal han sido cambiadas. Entonces deciden buscar una entrada alterna, debido a que cuando eran niños, habían creado entre ambos muchas maneras de entrar y salir de la casa sin que su mamá se diera cuenta. En el lado lateral de la casa quitan una tabla para entrar a un pequeño laberinto que habían realizado para realizar sus aventuras. Ahí es cuando ambos descubren que han recuperado su "voz", una habilidad especial que tienen ambos para comunicarse sin la necesidad de hablar.
En cuanto entran, empiezan a percibir recuerdos de su niñez, desde cómo creaban aventuras a partir de sus historias y cómo Mary-Ann tenía una actitud tajante con Tyler sobre hacer actividades que tradicionalmente se consideraban para "hombres". Cuando suben al cuarto de los gemelos encuentran el "Libro de los duendes", un libro creado en su mayoría por Alyson y donde toda la familia creaban historias de ese mundo ficticio que vivían en sus juegos. Los personajes principales son los duendes astutos, criaturas traviesas que tienen la única función de molestar a la princesa sabia, quien huyó de un reino lejano para asentarse en el bosque encantado. Sin embargo no encuentran el diario de Tyler, el cual plasmaba sus sentimientos antes de iniciar su transición pero fue tomado por Mary-Ann días antes que falleciera. 
Descubren que debería estar en el cuarto, pero este está cerrado por un mecanismo en la puerta y para entrar tienen que resolverlo. "Decifra mi acertijo para ganarte el derecho a entrar al Santuario de la Princesa." Cita Alyson, una frase que Mary-Ann les decía. Descubren que en el Libro de los Duendes hay un cuento llamado "La fiesta de la princesa" dónde te dan las herramientas para resolverlo, siendo el primero es el Alce Leal, el segundo es el Oso Viejo y el tercero el Pelícano Piadoso. Al abrir el cuarto descubren que tenía el diario, así como una revelación que les genera confusión de lo que había pasado esa noche a los gemelos: un libro de cómo criar a un hijo trans y un folleto de un campamento religioso. Ante las dudas, se proponen a ir con Tessa Vecchi, mejor amiga de Mary-Ann y dueña de la tienda en la que trabaja Alyson. También aprovechan para comprar los viveres necesarios para limpiar.
Cuando llegan a la tienda de Tessa, Alyson le presenta a Tyler su mejor amigo llamado Michael, con quien se irá a vivir a Juneau. Después de comprar los víveres, hablan con Tessa sobre si sabía ella algo sobre el libro que encontraron en la habitación, la cual responde tajantemente que no recuerda. Tessa ayudó mucho a los Ronan cuando lo necesitaban, regalándoles comida y permitiéndole a Mary-Ann trabajar con ella para solventar gastos o deudas. Ante uno de los recuerdos, Alyson recuerda que unos días antes de la muerte de Mary-Ann, tuvieron una discusión su mamá y Tessa, pero que Tessa había sido grosera con ella, cuestionando su crianza ante sus gemelos. Mientras que Tyler recuerda que fue Mary-Ann quien había sido la grosera con Tessa. Dependiendo de qué recuerdo escojas, fortalecerá o fragmentará el vínculo entre los hermanos. En el archivero de la oficina visualizan que en los últimos meses, Mary-Ann ya no le estaba pagando las deudas a Tessa o le daba cheques que el banco rebotaban y en la computadora ven que Tessa impulsa mucho esos campamentos religiosos que son una especie de terapia de conversión. Deciden ahora con la información nueva, confrontarla para descubrir qué sabía Tessa. Descubriendo que la razón de la discusión fue porque Tessa le recomendó a Mary-Ann que llevara a Tyler al Campamento juvenil para la búsqueda de la virtud, demostrando que en realidad Mary-Ann defendió a Tyler, mostrando más confusión al hecho de la amenazada de muerte que le hizo.
Deciden ir a la estación de policía para preguntarle a Eddy si él sabía algo respecto al libro. Pero como está ocupado, los invita a que tomen un café en el descanso, mientras termina su llamada, y ahí en el descanso tienen otro recuerdo de los gemelos, dónde Alyson se sentía con el remordimiento de mentir y Tyler insistiéndole de "seguir con el plan". Después platican con Eddy, donde les afirma que antes de la noche de la muerte de Mary-Ann, no la había visto desde hace semanas y que normalmente Mary-Ann no odiaba a alguien por no ser convencional, sino lo contrario. Después de eso Eddy y Tyler tienen una discusión respecto al daño que a Alyson le ocasionó el hecho de que Tyler no quisiera que la visitara en Fireweed. Y el juego nos pedirá que tomemos bando, dependiendo de la elección, se fortalecerá o se fragmentará la relación entre los hermanos. 
Como epílogo del primer capítulo, se pone la escena de la noche en la que murió Mary-Ann, en dónde Tyler le pidió a Alyson que le cortara el cabello y le confesó que se sentía más como un hermano que como una hermana. Tyler procede a enseñarle a su mamá su nuevo corte de cabello y se la encuentra en el cobertizo de la cabaña con una escopeta en la mano, Tyler procede a correr y ve al Loco Cazador, un personaje del Libro de los Duendes en el bosque observando y va al muelle de la cabaña. Mientras Mary-Ann le dice a Tyler que lo va a matar, recibe una apuñalada en la espalda causada por Alyson, ante el miedo de qué pase, Tyler le pide que ambos digan que quien en realidad mató a Mary-Ann fue él para proteger a su hermana.

### Capítulo 2
Un nuevo amanecer se ve en el Reino Ronan, los gemelos proceden a empezar con los labores de limpieza, dónde deciden ambos dividir las cosas en tres categorías: Lo que se quieran quedar, lo que van a vender y lo que se va a la basura. Nuevamente tienen un recuerdo sobre el Loco Cazador, de ahí encuentran los dibujos de Alyson que utilizó en el libro de los duendes, dónde empiezan a descubrir que cada personaje ficticio es en realidad una persona en la vida real. Por ejemplo, el Viejo Oso es Sam Kansky, quien siempre acompañaba a Mary-Ann y la apoyaba en todas cosas necesarias en la casa; el Alce Leal es Eddy Brown, quien siempre es respetuoso ante la ley y busca instruir a los duendes sobre el bien y el mal; y la Pelícano Piadosa es Tessa Vecchi, quien siempre buscaba proveer de alimento a Mary-Ann y a sus gemelos.
Después llega Sam a ayudarles con un platillo que era la receta favorita de Mary-Ann. Como la cabaña no tiene energía, decide ayudarles con la caja de fusibles; un problema entre Sam y Tyler ocasiona que ambos tengan que rebarar la puerta del cobertizo mientras que Alyson lo tiene que reparar. Al recuperar la luz eléctrica, ven que Mary-Ann tenía un talento para la carpintería artesanal. Después de eso reviven otro recuerdo la mañana del día que falleció, donde vieron Mary-Ann hablando con Eddy, donde él estaba obligado a informal algo porque "es un agente de la ley"; nuevamente los recuerdos suelen ser muy diferentes, Alyson recuerda que la reacción Mary-Ann era meláncólica y Tyler recuerda que la reacción era agresiva. Dependiendo de la elección, se fortalece o debilita el vínculo.
Ante el tema de la mentira de Eddy, deciden ir a la estación de policía otra vez para hablar con él sobre esa visita, pero durante el camino, Alyson recibe una llamada de su agente de bienes raíces, que hay un cliente interesado para ver la casa pero que le gustaría verla en dentro de dos días, aquí el juego te deja elegir si aceptas la visita del interesado o no, lo cual tendrá repercusiones con el vínculo de Tyler. 
Cuando llegan a la jefatura, Eddy no puede atenderlos porque se encontraba ocupado atendiendo un caso sobre el ladrón de los buzones, un criminal que vandaliza buzones en todo Delos Crossing. Sin poder obtener respuestas, toman la decisión de infiltrarse en la oficina de Eddy, dónde encuentran evidencia que él le había mentido a Alyson en ocasiones anteriores, fomentando más la desconfianza. Como el archivo del caso de los Ronan no se encuentra digitalizado, deciden entrar al archivero a ver los documentos del caso revelando muchas cosas interesantes. La primera es que Eddy reportó a Mary-Ann ante servicios infantiles por negligencia, que recibió el reporte por parte de Tessa, así como tener la posibilidad de escuchar la llamada de Tyler a 911. Eddy descubre el plan de los gemelos y los confrontan. Dependiendo de la actitud que tome Tyler afectará el vínculo entre los gemelos.
Eddy platica que el invierno del 2004 fue duro para Delos Crossing, los suministros escaseaban y como la deuda de Mary-Ann con Tess aumentaba y no la saldaba, por "cariño" a los gemelos, decidió hacer un reporte a Eddy sobre negligencia y como Eddy siempre una persona recta ante la ley, pasó el reporte a servicios infantiles. Y por esa razón habló con Mary-Ann la mañana antes de su fallecimiento, para decirle sobre dicho reporte. Después Eddy buscaría el perdón de Tyler y lo invita a formar parte de la familia que tiene con Alyson, dependiendo de la decisión afectará el vínculo.
Tras la revelación, los gemelos deciden ir a confrontar a Tessa por lo del reporte ya que posiblemente eso ocasionara que Mary-Ann perdiera el control y amenazara a Tyler. Cuando llegan a la tienda se dan cuenta de que Tessa no se encuentra ahí, entonces hablan con Tom Vecchi, esposo de Tessa y que se postula para ser alcalde de Delos Crossing, le preguntan si él sabía algo del libro o del reporte que hizo Tessa, a lo que responde con indiferencia que él no se metía mucho en los temas de Mary-Ann. Los deja porque tiene que acudir a una reunión de su campaña política y se quedan los gemelos con Michael para ayudarlo a terminar inventario y cerrar la tienda. Tyler va con Michael y ahí conocemos que es homosexual, que tiene conflictos con Tessa por la diferencia de creencias. Michael poco a poco empieza a coquetear más con Tyler y si le seguimos el coqueteo afectará el vínculo con Alyson. Michael les dice que Tessa fue al cementerio para visitar a sus padres, los gemelos no se ven muy convencidos de ir ya que allí se encuentra la tumba de Mary-Ann.
La visita en el cementerio revive muchos recuerdos uno de ellos, también con diferencias significativas entre cada uno, es la promesa que se hicieron los gemelos antes de separarse, si Alyson le hizo la promesa de visitarlo todos los días o Tyler hizo la promesa de hacer todo lo posible para volver con ella. Un evento opcional en el juego es sobre Kendra, una mujer que viajó a Delos Crossing como viaje con su esposo e hija, durante una incursión de pesca, el esposo de Kendra fallece, entonces se queda en Delos Crossing, le pregunta a los gemelos si sería mejor irse a su ciudad natal en Georgia o quedarse aquí y disfrutar de la paz.
Cuando llegan a la tumba de Mary-Ann, tienen una confrontación con Tessa, dónde demuestra su transfobia hacia Tyler y empieza a decir comentarios que a Mary-Ann le gustaba mucho meterse con hombres casados, será elección tuya si Tyler perdona a Tessa o no. Cuando regresan a la cabaña, ven que el cobertizo se encuentra en llamas, Alyson busca el extintor mientras Tyler corre directo al cobertizo. Inmediatamente es golpeado por un hombre con capucha negra, quien parecer ser quien ocasionó el incendio. Cuando revisan el cobertizo ven que había una caja con candado oculta, que contenía cartas del padre biológico de los gemelos que le habían pedido a Mary-Ann abortarlos y posteriormente ella pidiéndole que se hiciera responsable de ellas económicamente.
Luego Tyler recuerda que el día en el que murió Mary-Ann vio una figura encapuchada en el bosque que él asumió que era el Loco Cazador. Pero también recuerda que lo había visto poco antes esa misma noche, ya que estaba hablando con Mary-Ann. Los gemelos buscarán revivir ese recuerdo pero es muy difícil para Alyson debido a lo traumático que fue para ella eso. Dependiendo del vínculo que tengan los gemelos en este punto de la historia, la reacción de Tyler afectará a los sentimientos de Alyson.
Como epílogo te explican de una manera más completa el recuerdo de los gemelos al espiar a Mary-Ann en el muelle ante esa figura sospechosa, quien es el padre biológico de los gemelos, de cómo ella pidió ayuda económica y cómo lo amenazó de matar si le quitaba a sus hijos. Siendo la frase "Te voy a matar" muy traumatizante para Alyson, razón por la cual se comprende que reaccione a la defensiva en el incidente del muelle.

## Personajes
- Tyler Ronan: Un joven rebelde y sarcástico, estuvo por 10 años en el centro de rehabilitación Fireweed. Cuando tenía 8 años empezó a llamarle la atención practicar el Hockey, pero Mary-Ann siempre le rechazaba la idea. Su color favorito es el verde y estudio ciencias de la vida silvestre y su sueño es ser guardabosques. Es terco y tiene muchos problemas con la autoridad, razón por la cual siempre peleaba con su madre.
- Alyson Ronan: Una jovencita alegre e imaginadora. Después de la muerte de Mary-Ann, fue adoptada por su Tío Eddy, ella le gusta mucho el arte y aspiró a un curso en Juneau, sin embargo no fue aceptada. Su color favorito es el rosa y fue la creadora del "Libro de los duendes", dónde recopiló historias fantásticas sobre cada personaje ficticio creado por los Ronan. Suele no tener carácter como su hermano, pero cuando se trata de defenderlo, es muy buena haciéndolo. Trabaja en la tienda de Tessa pero le gustaría irse a vivir a Juneau para crecer profesionalmente y ya no volver a Delos Crossing.
- Mary-Ann Ronan: Madre de Tyler y Alyson, rebelde e imaginadora, le gustaba mucho cuidar el ambiente y estaba en pro de los productor orgánicos. Su mejor amiga era Tessa y trabajaba con ella en su tienda. Para ella le fue muy difícil dirigir sola una familia y por eso padeció de depresión.

## Desarrollo
Dontnod anunció que Tyler Ronan es el primer personaje jugable transgénero de un estudio importante, y habían trabajado con GLAAD para hacer una "representación auténtica de la experiencia transgénerica". Tyler fue doblado por August Aiden Black, quién es también un hombre transgénero.
Tell Me Why fue anunciado durante el evento de Xbox en Londres el 14 de noviembre de 2019. Dontnod declaró que, en respuesta a las críticas sobre la frecuencia de salida de los episodios en Life Is Strange, planearía su lanzamiento para los tres capítulos durante mediados de 2020.
Después de Remember Me, Tell Me Why es el primer juego de Dontnod en siete años que recibirá versiones dobladas en otros idiomas, incluyendo francés, alemán, español (México), y portugués (Brasil). Debido a la pandemia de coronavirus, las grabaciones fueron pospuestas, y los doblajes a otros idiomas se incluyeron en una actualización post-lanzamiento.
El juego recibió críticas "generalmente favorables", según el agregador de reseñas Metacritic.

### Premios
| Año  | Ganador                           | Categoría                     | Resultado | Ref.   |
| ---- | --------------------------------- | ----------------------------- | --------- | ------ |
| 2020 | Premios a lo mejor de la Gamescom | Mejor juego de Microsoft Xbox | Ganador   | [ 15 ] |
| 2020 | Premios de The Game Awards 2020   | Mejor juego de impacto        | Ganador   | [ 16 ] |